# Ústav molekulární biologie rostlin Biologického centra Akademie věd České republiky
Ústav molekulární biologie rostlin je součástí Biologického centra AV ČR v Českých Budějovicích.

## Historie
Ústav molekulární biologie rostlin (ÚMBR) byl založen 1. července 1990 třemi týmy, které se vyčlenily z Ústavu experimentální botaniky v Praze a přesunuly do Českých Budějovic. Od 1. 1. 2006 je ÚMBR součástí Biologického centra AV ČR, v. v. i.

## Odborné zaměření
Ústav molekulární biologie rostlin se zabývá komplexním studiem rostlin na úrovni molekul – genomem, stavbou a funkcí buněk, látkami, které rostliny produkují, molekulární podstatou fotosyntézy, biofyzikou a biochemií rostlinných dějů a mikroskopickými patogeny rostlin.
Výzkumná oddělení:
- Molekulární cytogenetika
- Molekulární genetika
- Rostlinná virologie
- Fotosyntéza
- Biofyzika a biochemie rostlin
- Epigenetika rostlin